# آلاین ماکلوویچ
آلاین ماکلوویچ (انگلیسی: A-Trak؛ زادهٔ ۳۰ مارس ۱۹۸۲) موسیقی‌دان اهل کانادا است. وی از سال ۱۹۹۷ میلادی تاکنون مشغول فعالیت بوده‌است.